# Hohenkirchen (Wangerland)
Hohenkirchen ist ein Ortsteil der Gemeinde Wangerland im Landkreis Friesland in Niedersachsen. Der Ortsteil ist Verwaltungssitz der 1971 gebildeten Gemeinde Wangerland.

## Geschichte

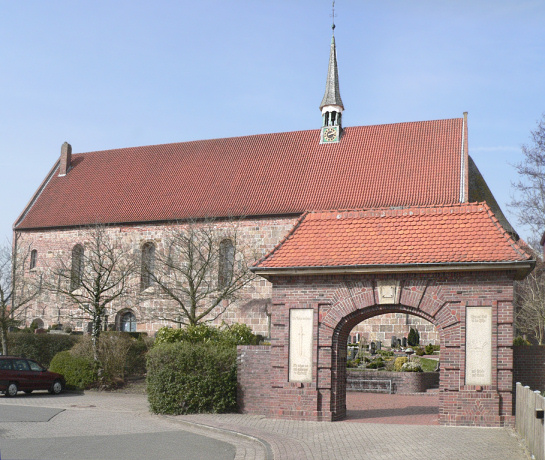
St. Sixtus und Sinicius

Um Christi Geburt war bereits die im Osten des Dorfes liegende Warf „Bübbens“ besiedelt. Auch auf der Warft „Wehlens“ wurden bei Grabungen frühgeschichtliche Funde entdeckt. Etwa 850 soll im Gebiet des heutigen Hohenkirchen durch den Erzbischof von Bremen eine (hölzerne) Kirche errichtet worden sein. Die heutige „St. Sixtus- und Siniciuskirche“ stammt aus dem Jahr 1143. Zu dieser Kirche wurde zweimal im Jahr ein Domdekan des Erzbischofs entsandt, um hier das Sendgericht abzuhalten. Im 13. Jahrhundert entstand die Burg Lauerens. Das Gebiet wurde politisch zunächst von vom Volk gewählten Richtern, später von friesischen Häuptlingen regiert. Von 1667 bis 1810 war Hohenkirchen Sitz der Vogtei der Erbherrschaft Jever. 1831 wurden aus den Kirchspielen politische Gemeinden.
Am 1. Februar 1971 wurde die damalige Gemeinde Hohenkirchen (Oldenburg) in die neue Gemeinde Wangerland eingegliedert. Der Ort wurde zum Verwaltungssitz der neuen Gemeinde bestimmt.

## Wappen
| | Blasonierung: „Gespalten von Blau und Gold (Gelb), vorne pfahlweise drei silberne (weiße) fliegende Möwen, hinten eine rote lilienförmige Spitze eines Gerichtszepters.“ |
| Wappenbegründung: Der Gemeinde Hohenkirchen (Oldb.) wurde am 14. April 1949 durch den Präsidenten des Verwaltungsbezirkes Oldenburg ein Wappen verliehen. Das Gerichtszepter steht für den früheren Sitz eines Sendgerichts in der Gemeinde. Die Möwen stehen für Lage des Ortes an der Nordsee. | |

## Sehenswürdigkeiten

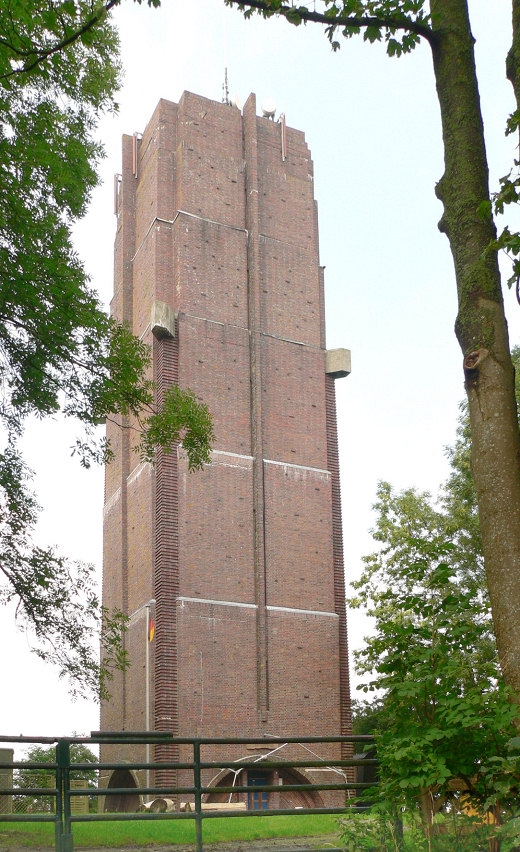
Gemeindewahrzeichen: Wasserturm von 1934

Die evangelische Kirche St. Sixtus und Sinicius entstand 1134 auf einer etwa sechs Meter hohen Wurt, worauf der Ortsname Hohenkirchen bereits hinweist. Dies bezieht sich möglicherweise auch auf die Funktion der Kirche, die als hölzerner Vorgängerbau von etwa 864 die Mutterkirche des Gaus Wanga (Wangerland) war. Sie ist ein spätromanischer Bau aus Granitquadern mit Rundbogenfenstern und einer halbrunden Apsis, die mehrere Kirchenkunstwerke enthält. Dazu zählt ein Taufstein aus Baumberger Sandstein aus der Zeit um 1260. Altar und Kanzel der Kirche sind Werke des Hamburger Bildhauers Ludwig Münstermann von 1628. Auch der geschnitzte Taufsteindeckel könnte ein Werk Münstermanns sein. Die 1694 entstandene Orgel stammt vom Jeveraner Joachim Kayser.
Vor der St. Sixtus und Sinicius Kirche stehen zwei Denkmäler für die Gefallenen der beiden Weltkriege. Der Torbogen wurde 1922 erstellt und enthält die Namen der Gefallenen aus dem Ort. Hinter dem Torbogen wurden drei große Gedenksteine für die Gefallenen des Zweiten Weltkrieges erstellt und in eine Mauer eingearbeitet.
Das Wahrzeichen von Hohenkirchen ist der rund 30 Meter hohe und weithin sichtbare Wasserturm Hohenkirchen. Er liegt westlich des Ortes auf der Warft „Landeswarfen“. Der Wasserturm wurde 1934 nach Plänen des Hamburger Architekten Fritz Höger als Klinkerbau errichtet. Seit den 1970er Jahren wird er nicht mehr als Wasserturm genutzt. Nach verschiedenen Verwendungen, u. a. als Ausstellungsraum, Clubhaus eines Motorradclubs und als Funkmaststandort, wird derzeit eine neue Verwendung gesucht.
Im Ort liegt das Wangermeer als rund 100 Hektar großer Freizeitsee, der im Zuge des Kleiabbaus für die Erhöhung der Deichlinie an der Nordsee entstanden ist. Über einen Teil des Sees führt eine etwa 9 Meter hohe Promenadenbrücke. Das Wangermeer verfügt über eine knapp 15 Hektar große Insel. Am Ostufer findet sich ein Freizeitbereich und in der Nähe des Ortes ein frei zugänglicher und kostenloser Strandabschnitt. Das Seeufer kann über einen Rundweg mit einer Länge von 2–7 Kilometern begangen werden.

## Bildung
Hohenkirchen ist heute Standort der Oberschule Hohenkirchen, die rund 300 Schüler zwischen 10 und 17 Jahren in 14 Klassen der Jahrgänge 5 bis 10 besuchen. Die Schüler werden von 28 Lehrkräften unterrichtet. Das Einzugsgebiet des Schulzentrums umfasst die gesamte Gemeinde Wangerland. Weiterhin befindet sich in Hohenkirchen außerdem eine verlässliche Grundschule mit Schulkindergarten.

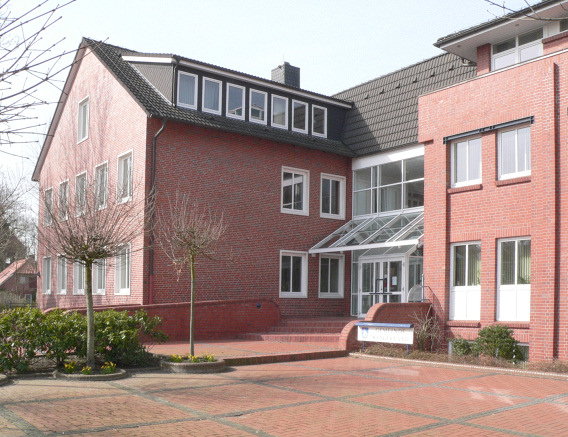
Rathaus der Gemeinde Wangerland

Schulstandort ist Hohenkirchen seit 1858. In diesem Jahr wurde das erste Schulhaus für zwei Schulklassen und etwa 80 Schüler errichtet. 1910 wurde die Schule aufgrund eines neuen Schulgesetzes von der Gemeinde übernommen. Die Lehrer ernannte nun die Schulbehörde des Großherzogtums Oldenburg und besoldete sie auch. Dieses Volksschulsystem hielt sich im Wesentlichen bis 1971, auch wenn die Schule zwischenzeitlich ausgebaut wurde. Nach Hohenkirchen kamen hierbei alle Schüler der Oberklassen im nördlichen Jeverland. 1976 kamen nach der Bildung der Gemeinde Wangerland noch die Unterklassen hinzu, wodurch eine Mittelpunktschule mit 600 Schülern in Hohenkirchen entstand, nur in Horumersiel, Hooksiel und Tettens verblieben Grundschulen.
Neben der staatlichen Schule bestand ab 1894 ein privates Progymnasium (später auch Gymnasium Wangerland genannt), das sich zunächst bis 1923 hielt und nur von den begabteren und begüterten Kindern besucht wurde. 1948 wurde ein Privatschulverein gegründet. Mit der Besetzung der Lehrerstellen wurde hierbei die Herrnhuter Brüdergemeine beauftragt. Betreut wurden zunächst nur die Klassenstufen 5–7. 1958 wurde diese Schule vom Landkreis Friesland übernommen. Bei der Schulreform 1976 wurde die fünfte und die sechste Klasse in die allgemeine Orientierungsstufe integriert. Nach der Einrichtung des Realschulzweiges am heutigen Schulzentrum Hohenkirchen ging die Schülerzahl derartig zurück, dass nach den Feierlichkeiten zum 40-jährigen Bestehen diese Schule endgültig aufgelöst wurde.

## Persönlichkeiten
- Laurentius Michaelis (1520/29–1584), Jurist, Geograph und Historiker
- Hermann Friedrich Wilhelm Hinrichs (1794/97–1861), in Karlseck geborener Theologe, Philosoph und Schriftsteller
- Dode Emken Müller (1822–1896), Militär- und Augenarzt
- Alfred Onnen (1904–1966), Jurist und Politiker (FDP)
- Heinrich Steinberg (1913–1995), Bürgermeister von 1952 bis 1959
- Johann P. Tammen (* 1944), Schriftsteller

## Vereinsleben
Der MTV Hohenkirchen von 1867 e. V. wurde am 7. November 1867 gegründet und bietet heute Aerobic, Badminton, Basketball für Mädchen, Jiu Jitsu, Kick-Box-Aerobic, Korfball, Leichtathletik, Prellball, Tennis, Turnen, Volleyball, Walking und Wirbelsäulengymnastik an. Nach der Gründung schlief die Vereinstätigkeit zwar zunächst ein, aber es kam zur Neugründung des Sportvereins am 7. Februar 1891.
Im Jahr 1923 wurde die Freiwillige Feuerwehr gegründet. Sie ist die Schwerpunktwehr der Gemeinde Wangerland und hat heute (2022) 49 Mitglieder. Zur Ausrüstung gehören ein Einsatzleitwagen (ELW), ein Hilfeleistungslöschgruppenfahrzeug (HLF20), ein Tanklöschfahrzeug (TLF 20/35), ein Rettungsboot (RTB 1), ein Mannschaftstransportfahrzeug (MTF) und ein Schlauchwagen (SW 1000). Ebenso gehören der Feuerwehr seit 1983 eine Jugendfeuerwehr mit 20 und seit 2014 eine Kinderfeuerwehr mit 15 Mitgliedern an.
In Hohenkirchen besteht seit 1957 der Boßelverein „Lot’n loopen“ Hohenkirchen.
Der eingetragene Verein WanGo e. V. engagiert sich für eine Partnerschaft zwischen dem Wangerland und dem ugandischen Dorf Gogonyo im Distrikt Pallisa.

## Militär
In Hohenkirchen befand sich die „Wangerlandkaserne“, die 2003 geschlossen wurde. Die Streitkräfte waren zuvor ein wichtiger Wirtschaftsfaktor des Ortes. Hier war zwischen 1973 und 1989 der Stab und die 1. Batterie des Flugabwehrraketenbataillons (FlaRakBtl) 26 stationiert. Das Bataillon war Teil des NATO-Luftverteidigungsgürtels in Europa und mit dem Flugabwehrraketensystem Nike ausgerüstet. Mit der Außerdienststellung des Flugabwehrsystems Nike wurden diese Einheiten im Herbst 1989 aufgelöst. Danach war die Kaserne bis zur Aufgabe der Liegenschaft Standort der mit dem Flugabwehrraketensystem Roland ausgerüsteten Flugabwehrraketengruppe 41 (FlaRakGrp 41) und einer mit der tragbaren Flugabwehrwaffe Fliegerfaust 2 ausgestatteten Staffel des Objektschutzbataillons der Luftwaffe. Bis 1989 befand sich in der Kaserne auch eine Einheit der US-Army. Aufgabe des 35th US Army Artillery Detachment (35th USAAD) war die Bewachung und Freigabe der nuklearen Gefechtsköpfe der Nike Raketen des FlaRakBtl 26.

## Hotel- und Freizeitanlage

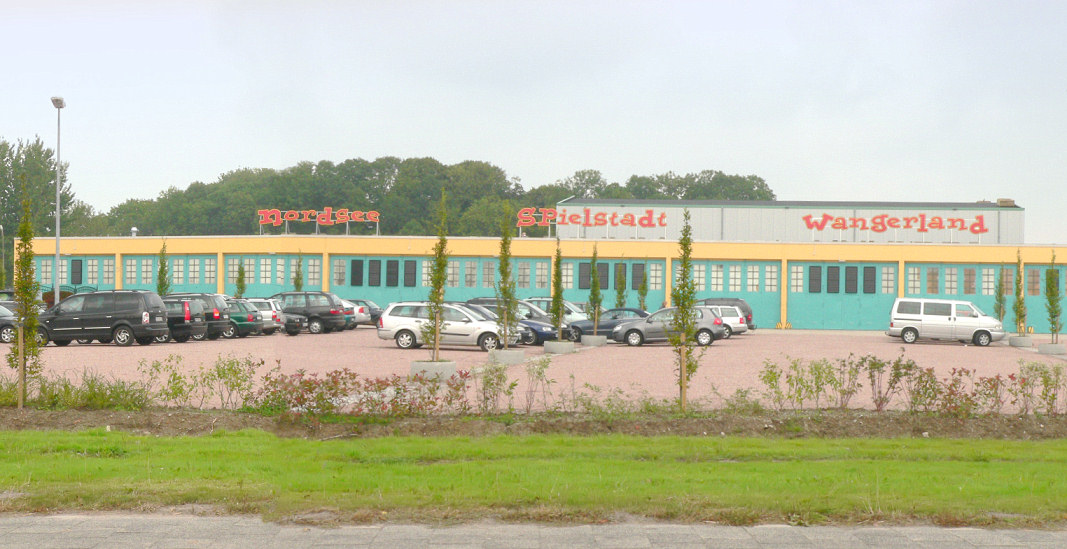
Nordsee Spielstadt Wangerland

Nördlich von Hohenkirchen befindet sich die Hotel- und Freizeitanlage „Dorf Wangerland“. Die Anlage entstand ab 2006 auf dem Gelände einer ehemaligen stillgelegten Bundeswehrkaserne. Die Teileröffnung fand im Frühjahr 2008 statt. Zum „Dorf Wangerland“ gehören acht Hotelgebäude mit 600 Betten in 231 Zimmern, Gaststätten mit 660 Sitzplätzen, ein Veranstaltungshaus für bis zu 300 Besucher, ein Kegel- und Bowlingcenter sowie die „Nordsee-Spielstadt Wangerland“ auf etwa 5700 Quadratmetern Fläche in drei Hallen. Die Anlage grenzt an das rund 80 Hektar große, künstlich geschaffene Wangermeer, das im Rahmen von Deicherhöhungsmaßnahmen bei Minsen entstand. 2022 wurde die gesamte Anlage an neue Investoren verkauft, die im Anschluss umfangreiche Erweiterungs- und Renovierungsmaßnahmen durchführen ließen.